# MC耀宗
MC耀宗（1982年7月23日—），又稱 Zion P，本名彭耀琮，身兼嘻哈製作人和饒舌歌手的雙重身份。目前在家裡的會計事務所任職，同時身兼逆流音樂有限公司負責人。

## 生平

### 早期生涯
出生於台北。國、高中時期接觸嘻哈饒舌音樂，從吹牛老爹聽到Snoop Dogg。大學時開始創作，從幕前演唱到摸索編曲及混音。畢業於明德國小、明德國中、開平高中及淡江大學產業經濟系。

### 饒舌起步 (2002年-2007年)
大學時跟當時好友合組團體「四合一」展開饒舌生涯，同時跨足樂團「BRT破樂團」擔任饒舌主唱，參與海洋音樂祭決賽演出，唱過萬人舞台。曾在第一屆行政院新聞局方言流行歌曲創作大賽，以取樣蔡振南「怨嘆人生多憂愁」的改編歌曲「免憂愁」奪下第三名。曾加入「秘密基地娛樂有限公司」擔任歌手及製作人，同時期共事過的饒舌歌手有：3小湯、Y.Z.、BARRY CHEN。在秘密基地期間替許多活動廣告及MTV大型音樂演唱會製作單曲。音樂上的偶像，分別是已故的張雨生和2PAC，還有Dr.Dre、JAY Z 及 Post Malone。

### 逆流音樂 (2008年至今)
2008年跟DJ宗偉共同成立「逆流音樂」工作室。曾帶出許多知名創作團體及歌手，包含UNDER LOVER、關東煮及JV等，也幫首位女弟子蚊子(賴薏婷)打造單曲MV「顏色」，在YOUTUBE上目前已累積超過600萬的觀看次數，也得到台灣線上潮流OVERDOPE相關報導
2008 - 2016年間，個人陸續發表數張創作專輯，多次入圍金音獎最佳嘻哈專輯獎跟最佳嘻哈單曲獎。第5屆金音獎中，受邀和陳明章及林生祥老師，進行嘻哈結合民謠的演出。
2017年，正式設立「逆流音樂有限公司」，身兼負責人、歌手跟製作人。逆流音樂也於同年正式跟華納詞曲和KK FARM簽約合作。
2017年，製作了三星NOTE8發佈記者會的單曲演出。同年也和故宮博物院合作，打造前所未見的動畫、嘻哈及國寶文物跨界結合的單曲MV。
2019年，受邀演出「狂放電2019臺北最High新年城」跨年演唱會。
2020年，和WHYNOT合作「無法度按night」25週年記念單曲，並與劉艾立一同合唱。
2021年，「大嘻哈時代」邀約擔任把關魔王，抽籤和PIZZALI對戰。

### 狂熱街頭 MADSTREET 饒舌比賽 (2010年至今)
MC耀宗從2010年起擔任「狂熱街頭MADSTREET」饒舌比賽主辦人、評審總召及評審，一路至今。臺灣地下最具公信力的指標性饒舌創作大賽，從2010年開始舉辦，由MC耀宗、鄭子靖及藝青會...等共同發起，前幾屆主要場地都在西門町電影公園！參與過比賽的選手和評審中，不乏許多知名嘻哈歌手和團體，例如：大支、頑童、玖壹壹(洋蔥和健志)、婁峻碩、呂士軒、BCW、SOWUT、蛋頭BG8LOCC....等，中間曾暫停舉辦了數年，直到2022年在藝青會及新北市政府的支持下，在板橋「府後廣場」正式回歸，同年即創下407組選手報名的瘋狂紀錄，MC耀宗也在評審演出時段跟新北市長「侯友宜」同台共演。

## 發行作品
- 2008年：夢行者 | EP
- 2012年：失落世代 | 專輯
- 2014年：遠走高飛 | 專輯
- 2016年：樂園 | 數位專輯
- 2018年：RI$ER上昇者 | 專輯
- 2019年：漂亮美好、失眠 | 單曲
- 2021年：回到過去的區間車 | 單曲
- 2023年：Still Me、Tears In Rain | 單曲

## 外部連結
- MC耀宗(IG) （页面存档备份，存于）
- MC耀宗粉絲頁(facebook) （页面存档备份，存于）
- 逆流音樂 YOUTUBE頻道 （页面存档备份，存于）